# Didrepanephorus zen
Didrepanephorus zen är en skalbaggsart som beskrevs av Muramoto 2009. Didrepanephorus zen ingår i släktet Didrepanephorus och familjen Rutelidae. Inga underarter finns listade i Catalogue of Life.